# بایرفلد-شتکوایلر
بایرفلد-شتکوایلر (به آلمانی: Bayerfeld-Steckweiler) یک شهر در آلمان است که در دنرسبرگکرایس واقع شده‌است. بایرفلد-شتکوایلر ۴۵۱ نفر جمعیت دارد.